# Louis Loyau
Pour les articles homonymes, voir Loyau.
Louis Loyau est un homme politique français né le 8 juin 1744 à Monsireigne (Vendée) et décédé le 1er juillet 1818 à Bazoges-en-Pareds (Vendée).
Médecin, il est ensuite juge de paix à Fontenay-le-Comte. Il est élu député de la Vendée au Conseil des Anciens le 23 germinal an VI. Favorable au coup d'État du 18 Brumaire, il siège au corps législatif jusqu'en 1806.